# Bazylika Sant’Apollinare Nuovo w Rawennie

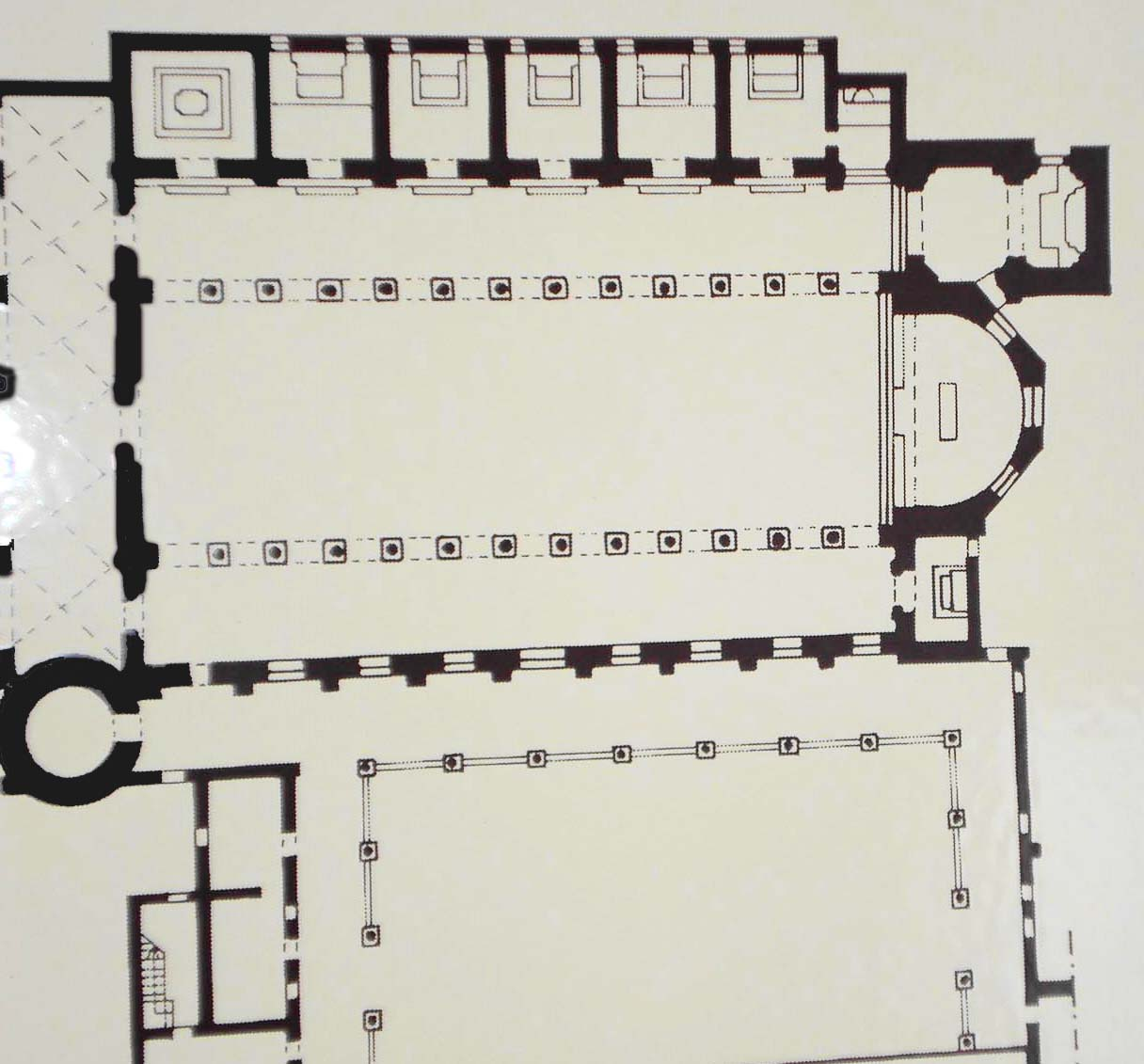
Plan kościoła

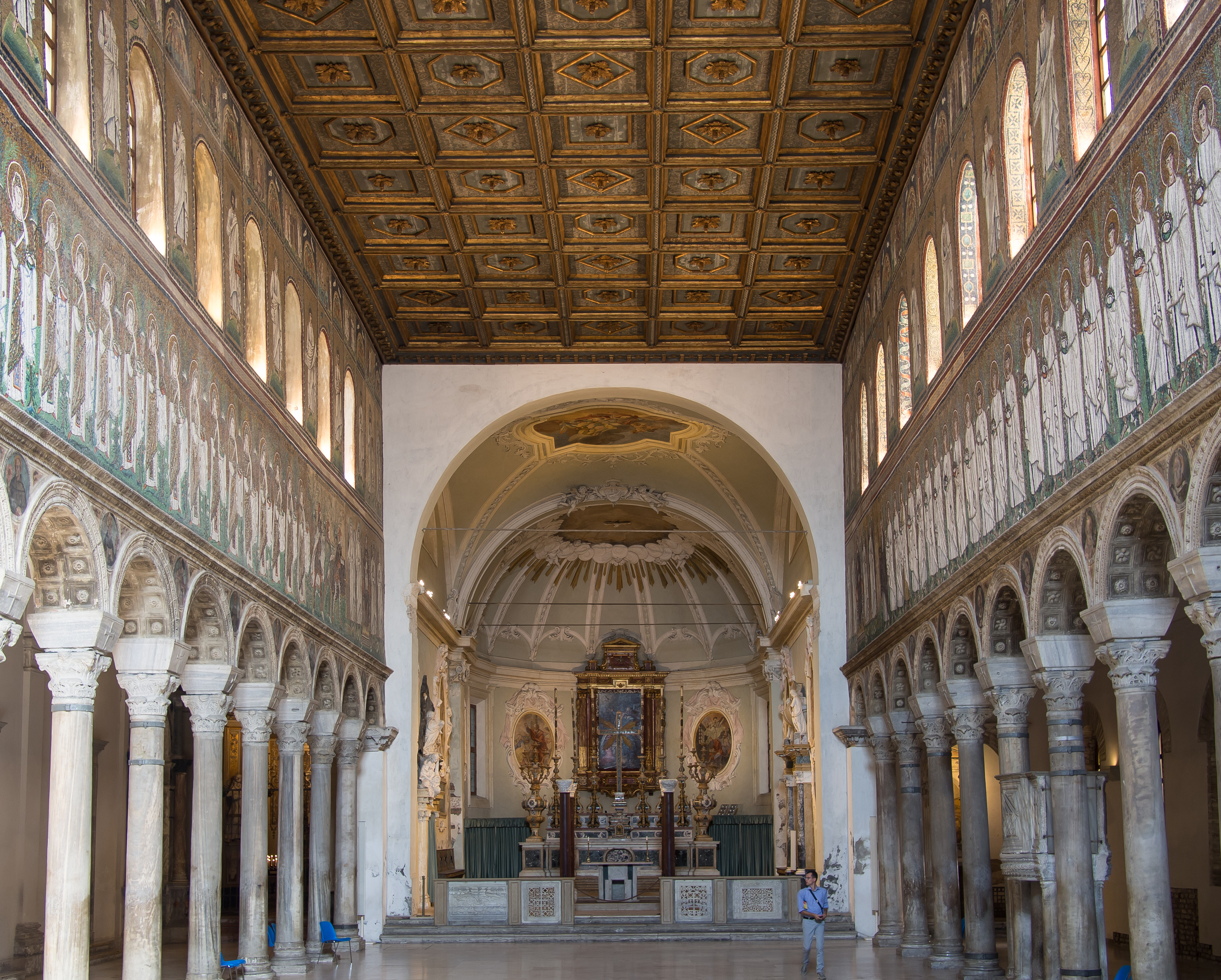
Wnętrze kościoła w kierunku absydy

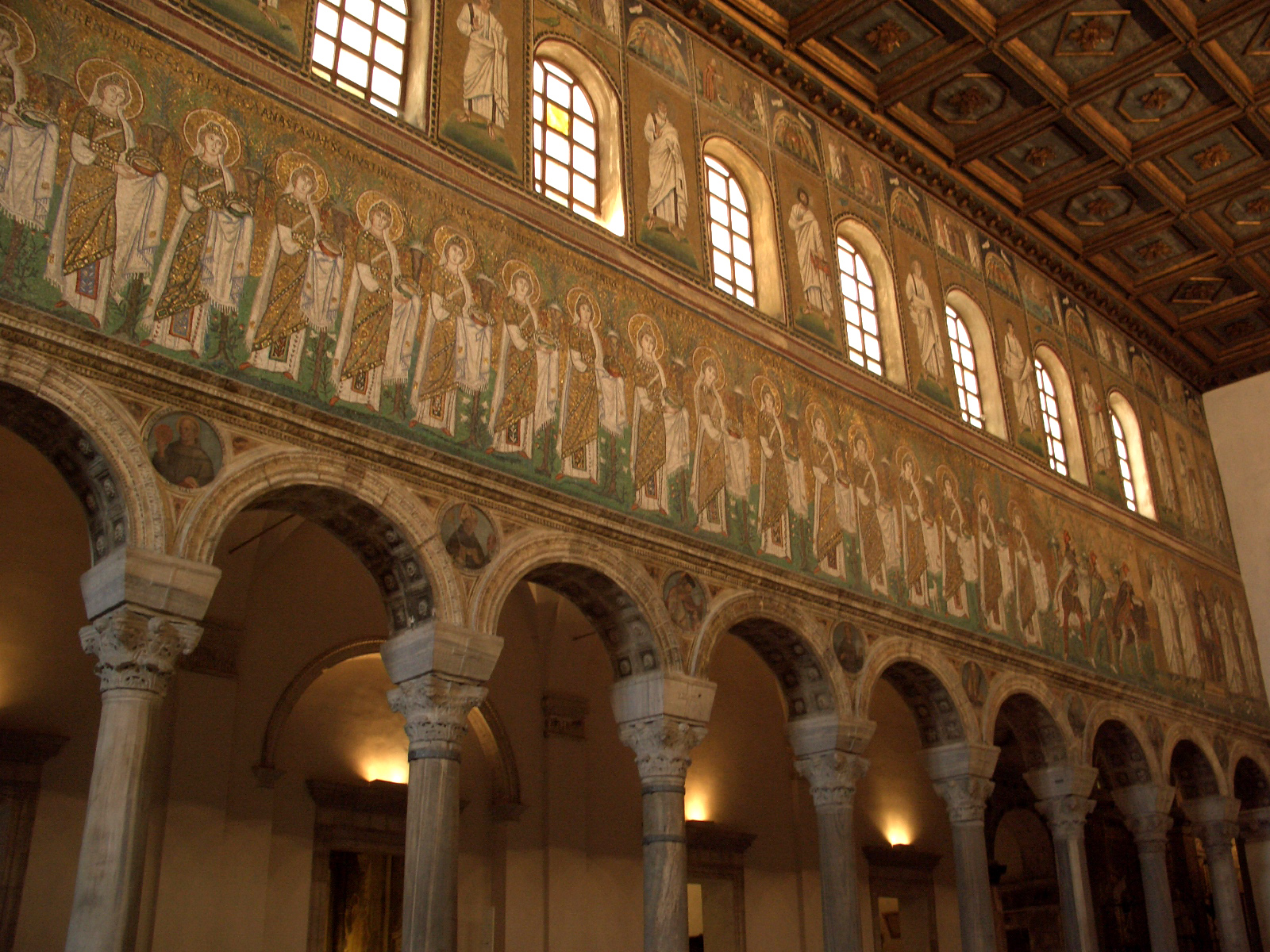
Wnętrze kościoła z orszakiem męczennic

Sant’Apollinare Nuovo – bazylika znajdująca się w Rawennie. Jeden z wczesnochrześcijańskich zabytków, zaliczany także do okresu bizantyńskiego, wpisany w 1996 na listę światowego dziedzictwa UNESCO.
Kościół został wybudowany na początku VI wieku przez króla Ostrogotów Teodoryka jako kaplica pałacowa, przeznaczona dla arian. Po zdobyciu Rawenny w 540 roku przez Bizantyńczyków, za Justyniana Wielkiego, kościół w 561 roku został ponownie konsekrowany i przekazany katolikom. Nadano mu wówczas wezwanie św. Marcina z Tours i częściowo zmieniono wystrój wnętrza. Wezwanie św. Apolinarego bazylika otrzymała dopiero w IX wieku, gdy sprowadzono do niej z bazyliki Sant’Apollinare in Classe relikwie tego świętego. Od niego pochodzi nazwa budowli: nowa bazylika św. Apolinarego (starszą był Sant’Apollinare in Classe). 
Kościół jest ceglany i ma formę trójnawowej bazyliki. We wnętrzu ściany boczne dekorowane są mozaikami składającymi się z trzech pasów przedstawień. W górnym ukazano sceny z Nowego Testamentu: cuda Jezusa i jego mękę. Poniżej, między oknami, apostołów i proroków. Pas dolny pierwotnie ukazywał dwa orszaki dworskie – orszak króla Teodoryka, opuszczającego swój pałac i zmierzający ku Chrystusowi oraz orszak królowej, która wychodzi z portu Classe i zmierza ku Maryi z Dzieciątkiem. Ten drugi dodatkowo poprzedzają Trzej Królowie. Te dwa najniższe ciągi scen zostały przerobione w VI wieku tak, iż obecnie ukazują dwie procesje – męczenników i męczennic. Podczas tej modyfikacji, zapewne omyłkowo, z mozaiki z pałacem Teodoryka niezbyt dokładnie usunięto wizerunki orantów, pozostawiając ich dłonie.

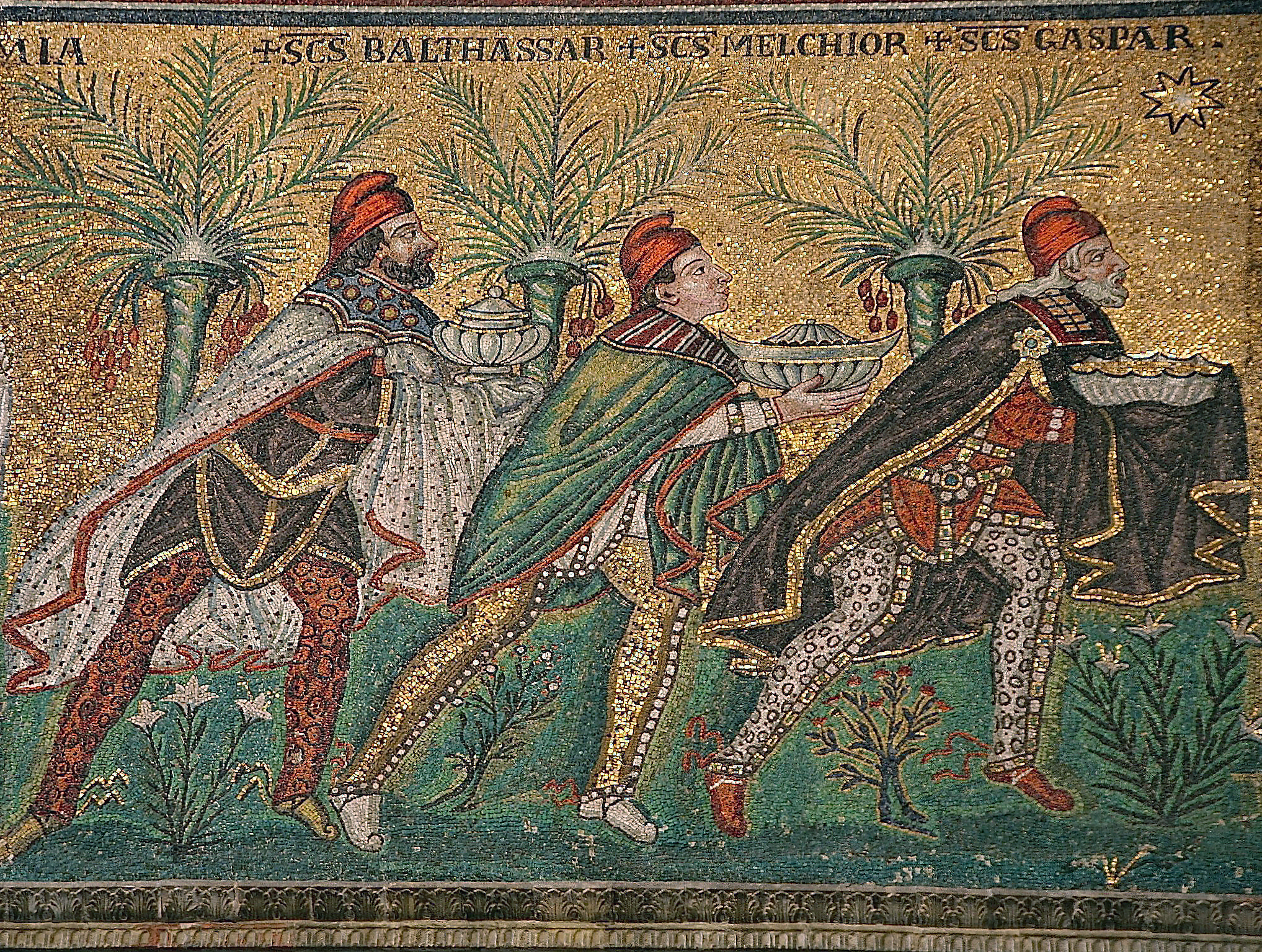
Trzej Królowie
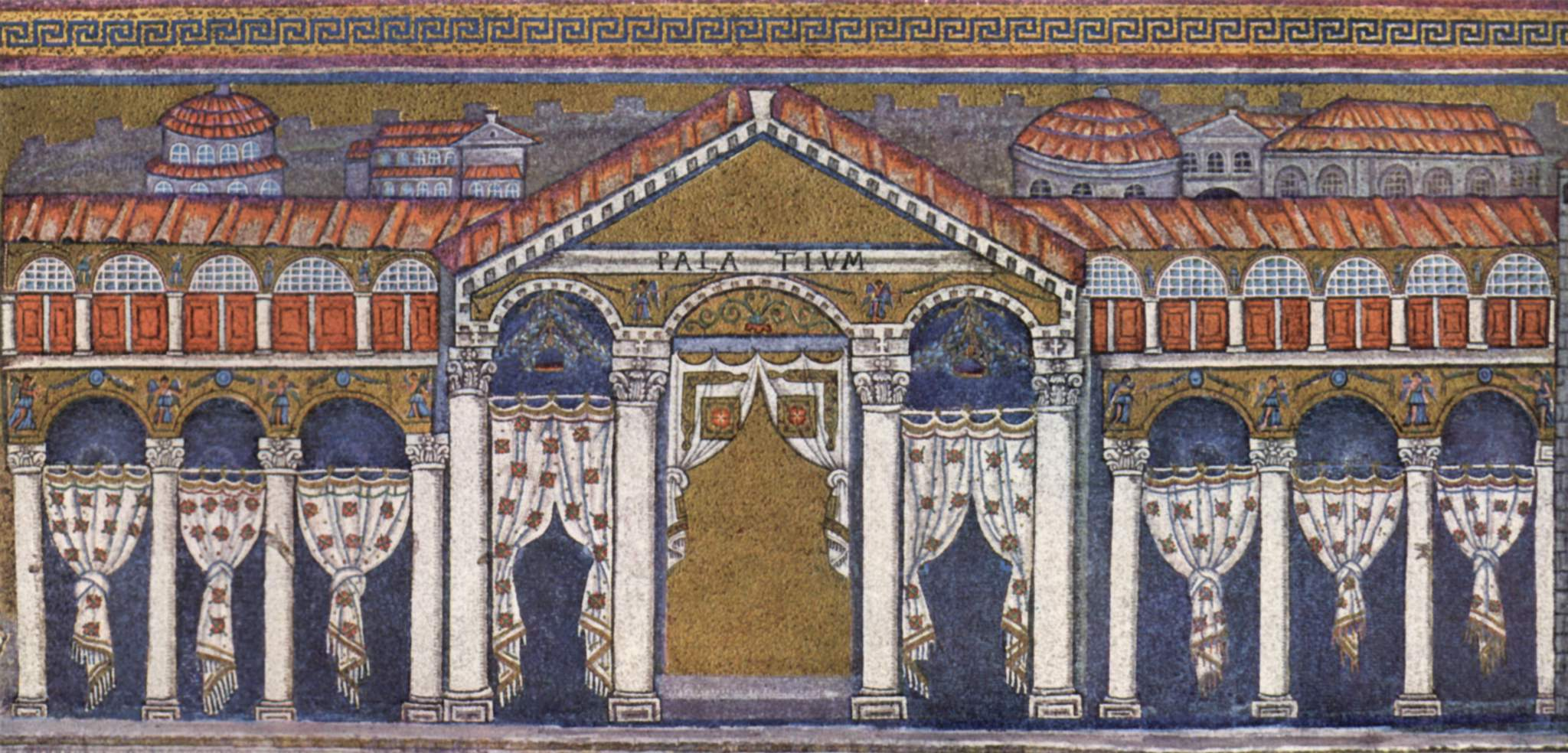
Pałac Teodoryka
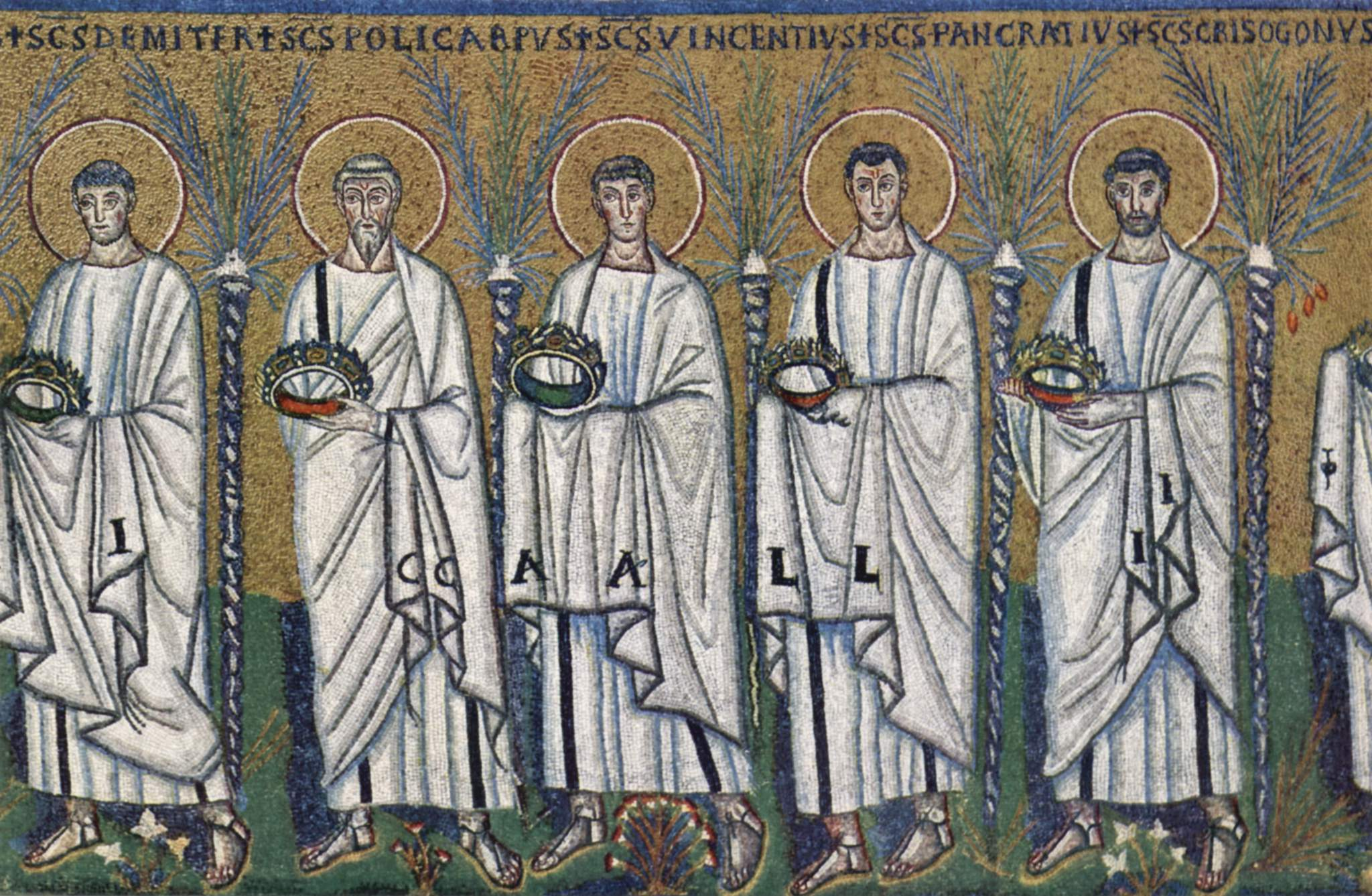
Procesja męczenników
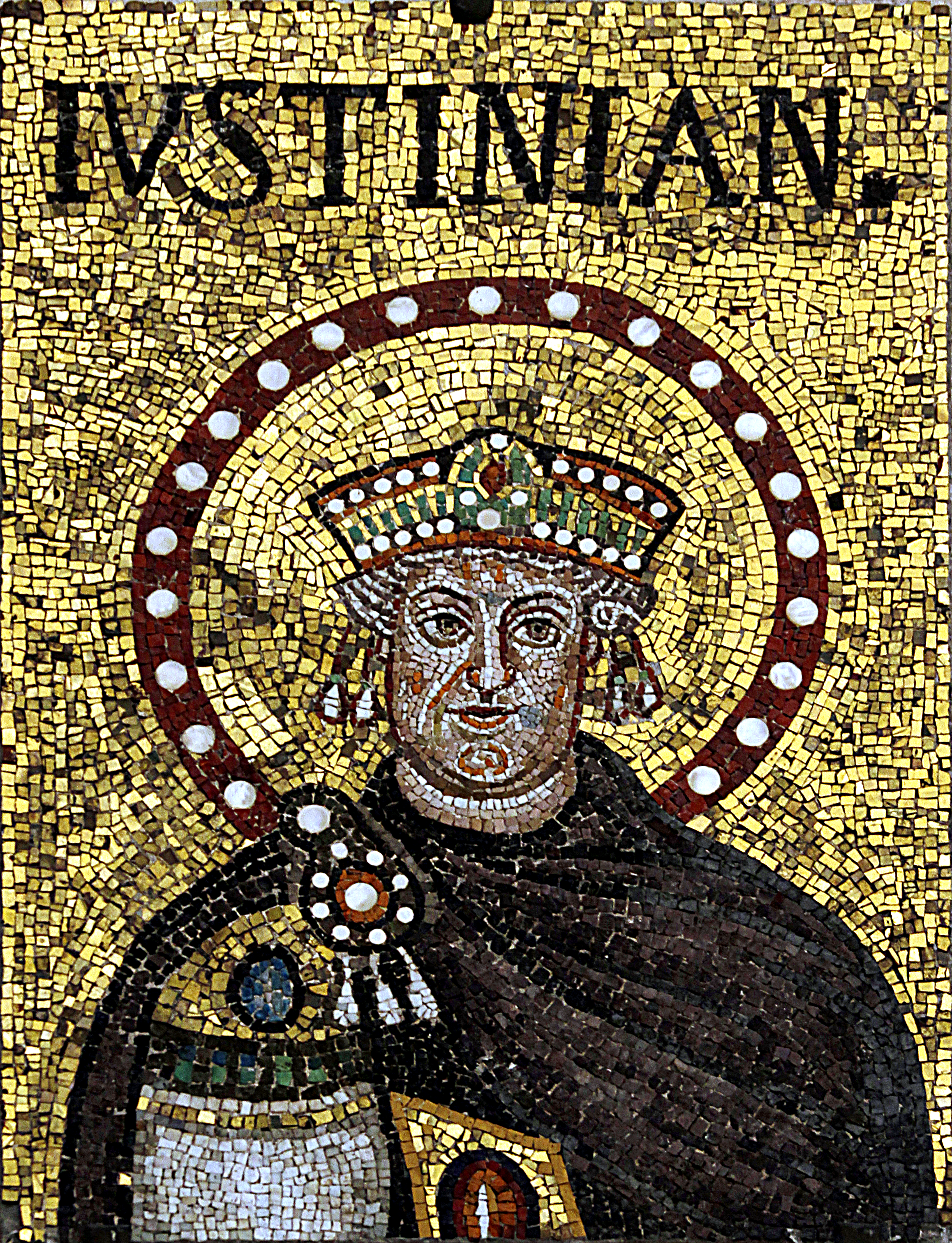
Justynian Wielki
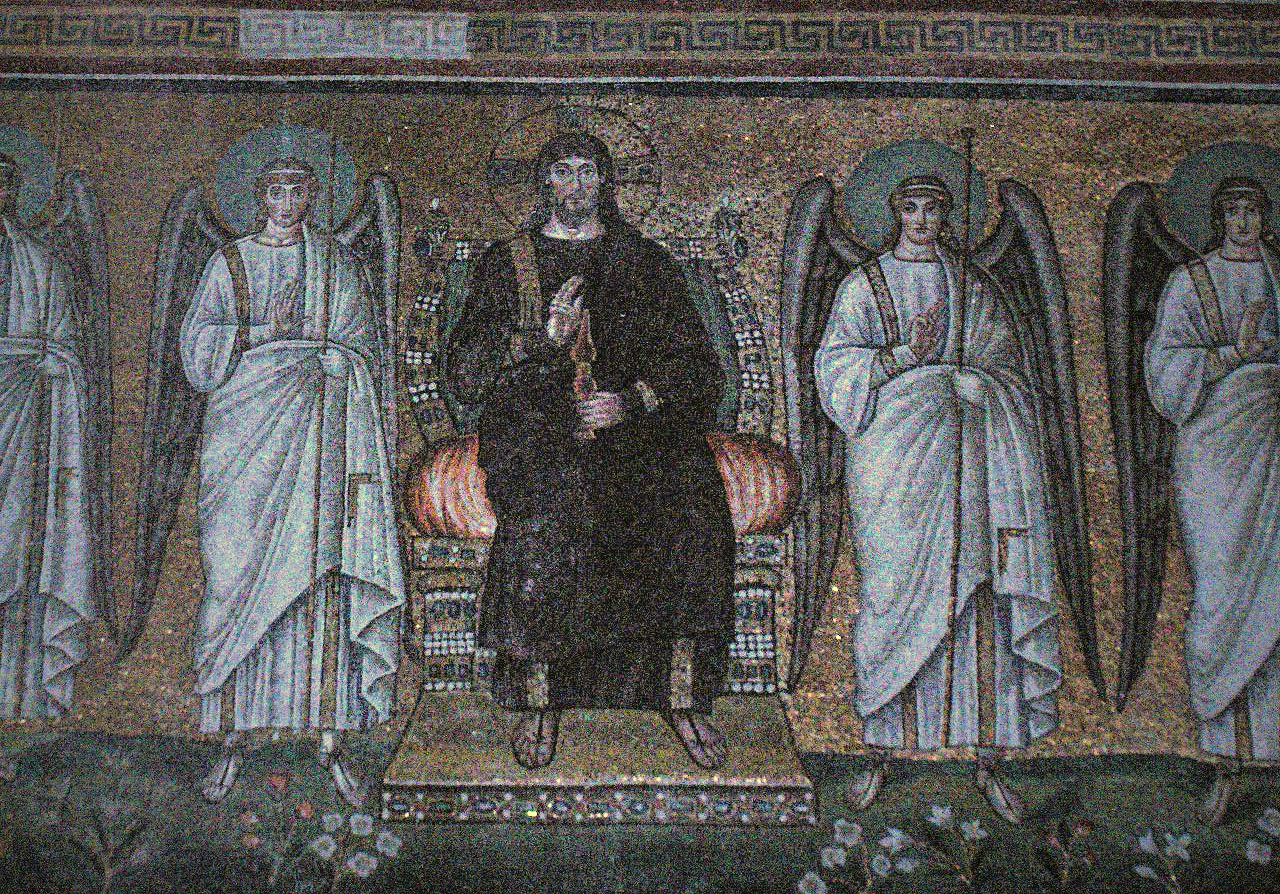
Chrystus tronujący w otoczeniu aniołów
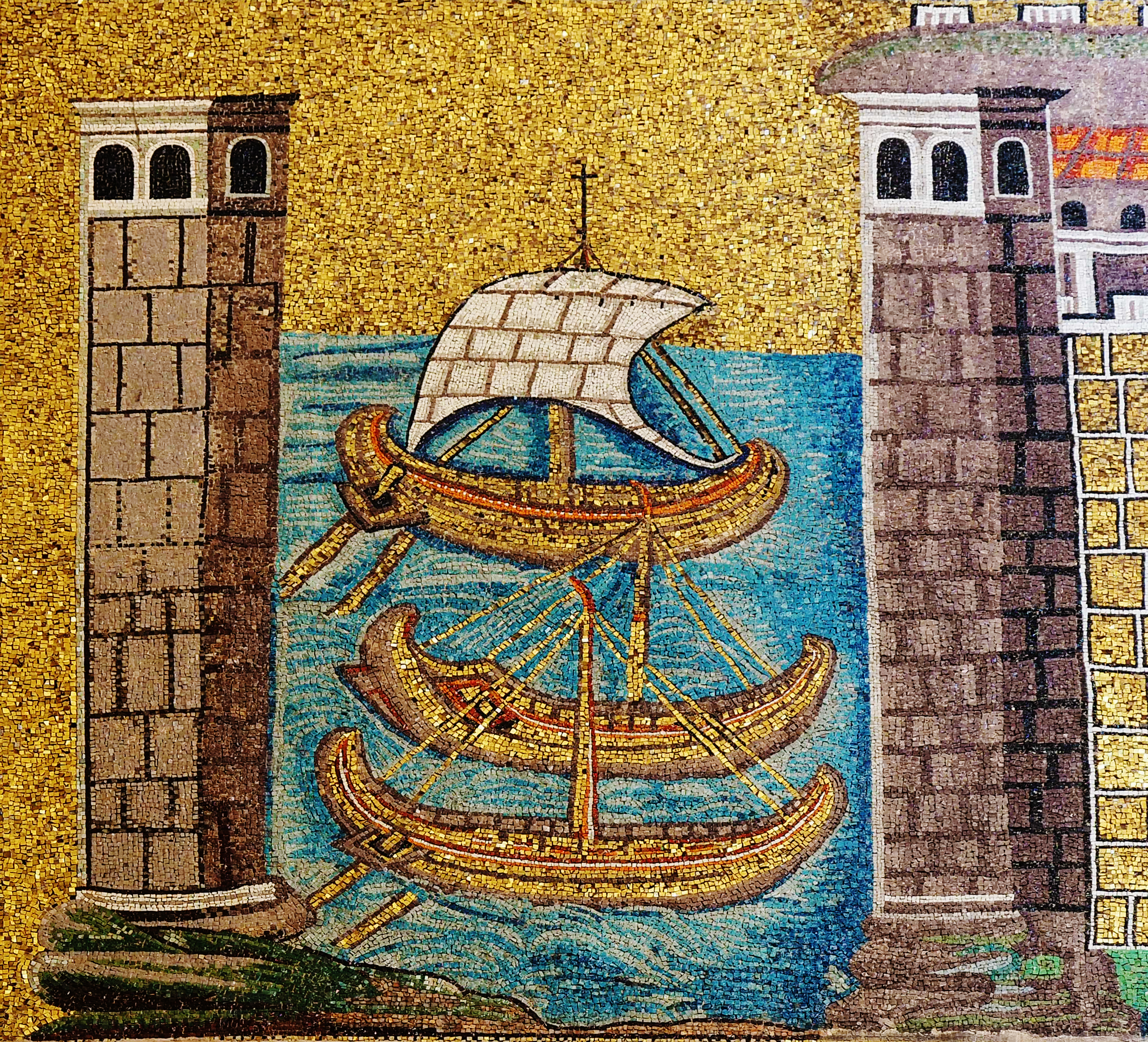
Port Rawenny w Classe